# Live at Caesars Palace
Live at Caesars Palace è un album dal vivo della cantante statunitense Diana Ross, pubblicato nel 1974.

## Tracce
Side A
1. Overture - 0:49
2. Don't Rain on My Parade [from Funny Girl] (Jule Styne, Bob Merrill) - 2:21
3. Big Mable Murphy (Dallas Frazier) - 3:02
4. Reach Out and Touch (Somebody's Hand) (Nickolas Ashford, Valerie Simpson) - 6:57
5. The Supremes Medley: Stop! In the Name of Love / My World Is Empty Without You / Baby Love /I Hear a Symphony (Lamont Dozier, Eddie Holland, Brian Holland) - 5:19
6. Ain't No Mountain High Enough (Nickolas Ashford, Valerie Simpson) - 4:57

Side B
1. Corner of the Sky [from Pippin] (Stephen Schwartz) - 4:04
2. Bein' Green (Joe Raposo) - 2:49
3. I Loves You, Porgy (George Gershwin, Ira Gershwin, DuBose Heyward) - 1:37
4. Lady Sings the Blues Medley: Lady Sings the Blues / God Bless the Child / Good Morning Heartache / 'Tain't Nobody's Biz-ness if I Do (Billie Holiday, Ervin Drake, Porter Grainger, Arthur Herzog Jr., Dan Fisher, Irene Higginbotham) - 7:24
5. The Lady Is a Tramp (Richard Rodgers, Lorenz Hart) - 2:29
6. My Man (Channing Pollack) - 4:25